# El Salto, Fresnillo
El Salto är en ort i Mexiko.   Den ligger i kommunen Fresnillo och delstaten Zacatecas, i den centrala delen av landet, 600 km nordväst om huvudstaden Mexico City. El Salto ligger 2 079 meter över havet och antalet invånare är 2 137.
Terrängen runt El Salto är platt åt nordost, men åt sydväst är den kuperad. Runt El Salto är det ganska glesbefolkat, med 38 invånare per kvadratkilometer. El Salto är det största samhället i trakten. Trakten runt El Salto består till största delen av jordbruksmark.